# 博伊德冰川
77°14′S 145°25′W / 77.233°S 145.417°W
博伊德冰川（英語：Boyd Glacier）是南極洲的冰川，位於瑪麗伯德地的福特山脈地區，全長80公里，流經貝利嶺和道格拉斯山，最終注入蘇茲貝格灣，在1934年由美國探險隊發現。